# 今井1号墳
今井1号墳（いまいいちごうふん）は、奈良県五條市今井町にある古墳。形状は前方後円墳。史跡指定はされていない。

## 概要
奈良県南部、近内丘陵の東裾に築造された古墳である。1983年（昭和58年）に発掘調査が実施されている。
墳丘は馬蹄形の基台の上に前方後円形で構築され、前方部を南西方向に向ける。墳丘外表では葺石のほか、円筒埴輪・形象埴輪（家形・蓋形埴輪など）が認められる。また墳丘周囲には周堀が巡ったとみられる。埋葬施設は後円部における竪穴式石室2基である。そのうち東石室は上半部のみを板石で覆う珍しい構造で、細線式獣帯鏡・玉類・鉄刀が出土している。西石室は床面から板石を積み上げた一般的な構造で、大部分が盗掘に遭っており、鉄刀片のみが出土している。そのほか前方部に土坑があり、甲冑一式・鉄剣・鉄鏃が出土している。
築造時期は、古墳時代中期の5世紀中葉-後半頃と推定される。武器・武具を別に副葬するあり方には、五條市内の五条猫塚古墳・塚山古墳とともに武人的性格が示唆されるとともに、五條市域における数少ない前方後円墳の1つとしても注目される古墳になる。

## 墳丘
墳丘の規模は次の通り。
- 墳丘長：31メートル（または35メートル[1]）
- 後円部 直径：19メートル
- 前方部 幅：19.5メートル

## 埋葬施設
埋葬施設としては、後円部において竪穴式石室2基（東石室・西石室）が構築されている。
東石室は、先行して構築されたとみられる。割竹形木棺を据えた墓坑の上半部のみを板石積みで覆った珍しい構造で、石室部分は内法長さ2.9メートル・幅0.8メートルを測る。石室内からは細線式獣帯鏡・鉄刀・瑪瑙製勾玉・管玉・小玉多数が出土している。細線式獣帯鏡は土室石塚古墳（大阪府茨木市）などで同型鏡が知られる。
西石室は、東石室に後続して構築されたとみられる。床面から板石を積み上げた通有的な構造である。大部分が盗掘に遭っており、石室内からは鉄刀片のみが出土している。
そのほか、前方部で土坑が確認されている。土坑は長さ2.5メートル・幅1.25メートル・深さ0.3メートルを測り、甲冑一式（衝角付冑・頸甲・肩甲・短甲）・鉄剣・鉄鏃が出土している。武器・武具を別に副葬するあり方は、五條市内では五条猫塚古墳・塚山古墳でも知られる。

## 関連施設
- 奈良県立橿原考古学研究所附属博物館（橿原市畝傍町） - 今井1号墳の出土品を保管。
- 市立五條文化博物館（五條市北山町）

## 関連文献
（記事執筆に使用していない関連文献）
- 『奈良県遺跡調査概報』 1983年度、奈良県立橿原考古学研究所、1984年。